# Université en Grèce
Liste des universités grecques
Publiques :
- Université nationale et capodistrienne d'Athènes
- Université d'économie d'Athènes
- Université d'agriculture d'Athènes
- Université Panteion
- Université polytechnique nationale d'Athènes

- Université de Crète
- Université technique de Crète
- Université égéenne
- Université de Grèce-Centrale
- Université de Ioannina
- Université ionienne
- Université de Macédoine
- Université de Macédoine-Occidentale
- Université de Patras
- Université du Péloponnèse
- Université du Pirée
- Université de Thessalie
- Université Aristote de Thessalonique
- Université Démocrite de Thrace
- Université ouverte de Grèce